# Sidse Babett Knudsen
Sidse Babett Knudsen (ur. 22 listopada 1968 w Kopenhadze) – duńska aktorka, dwukrotna laureatka Roberta dla najlepszej aktorki pierwszoplanowej, międzynarodowej publiczności znana między innymi z roli fikcyjnej premier Danii Birgitte Nyborg w serialu politycznym Rząd (2010-2013), oraz Theresy Cullen w serialu Westworld.

## Życiorys
W latach 1987–1990 uczyła się aktorstwa w Théâtre de l'Ombre w Paryżu. Po powrocie do Danii związała się z eksperymentalną grupą teatralną OVINE 302, a równocześnie występowała na duńskiej scenie narodowej - w Det Kongelige Teater w Kopenhadze. W 1997 zagrała swoją pierwszą dużą rolę filmową, w improwizowanej komedii Let's Get Lost w reżyserii Jonasa Elmera. W 1999 wystąpiła w roli głównej w komedii romantycznej Den Eneste Ene, nagrodzonej Robertem dla najlepszego duńskiego filmu. W 2006 zagrała w filmie Tuż po weselu, nominowanym do Oscara dla filmu nieanglojęzycznego. W 2010 została obsadzona w głównej roli w serialu Rząd (Borgen), ukazującym od kuchni świat duńskiej polityki. Produkcja ta stała się międzynarodowym sukcesem, pokazywanym w ponad 70 państwach świata.

### Nagrody i wyróżnienia

#### Duńskie
Knudsen była czterokrotnie nominowana do obu głównych duńskich nagród filmowych, Roberta i Bodila, jako najlepsza aktorka. W 1998 otrzymała obie te nagrody za film Let's Get Lost, zaś dwa lata później za Den Eneste Ene. W 2007 otrzymała nominację do obu nagród za film Tuż po weselu. W 2002 była nominowana tylko do Bodila, za film Monas verden. Z kolei w 2004 otrzymała nominację tylko do Roberta, za zrealizowany zgodnie z zasadami Dogmy 95 film Se til venstre, der er en Svensker.

#### Międzynarodowe
W 2012 znalazła się w grupie czworga głównych twórców Rządu, którzy odebrali przyznaną temu serialowi Nagrodę Telewizyjną BAFTA w kategorii najlepszy serial zagraniczny. W tym samym roku rola premier Nyborg przyniosła jej również nominację do międzynarodowej wersji Nagrody Emmy.